# Crooked Island (ö i Hongkong)
Crooked Island (kinesiska: 吉澳洲) är en ö i Hongkong (Kina). Den ligger i den norra delen av Hongkong. Arean är 2,4 kvadratkilometer.
Terrängen på Crooked Island är platt. Öns högsta punkt är 89 meter över havet. Den sträcker sig 2,6 kilometer i nord-sydlig riktning, och 3,2 kilometer i öst-västlig riktning.